# Spinnenbeet
Een spinnenbeet is een beet van een spin. Van de ca. 50.000 beschreven spinnensoorten zijn er maar enkele waarvan de beet echt gevaarlijk kan zijn voor de mens. Geen van deze soorten komt in Nederland of België voor. Hier komt wel de gerande oeverspin (grote, kleine) voor. Daarvan is de beet zeer onaangenaam, vergelijkbaar met een wespensteek. Ook de in deze streken inheemse roodwitte celspin kan pijnlijk bijten.
In de gehele wereld zijn enige tientallen soorten spinnen die pijnlijk kunnen bijten en slechts enkele die  gevaarlijk kunnen zijn. Dit zijn meestal niet de grootste soorten: van de grote vogelspinnen is er niet een echt gevaarlijk. Een van de bekendste bijtende spinnen, de zwarte weduwe (Latrodectus mactans) is zo groot als een kruisspin. Deze soort is in België weleens aangetroffen, maar kan in West-Europa de winter niet overleven.

## Gevaarlijke spinnen
Een fatale afloop is bij een beet uiterst zeldzaam: van de, in dit opzicht, beruchtste spinnen zoals de Amerikaanse Vioolspin (Loxosceles reclusa) en de Australische tunnelspin (Atrax robustus) zijn in totaal de afgelopen honderd jaar in de wetenschappelijke wereldliteratuur slechts enige tientallen beten met dodelijke afloop beschreven. Telt men alleen beten waarbij de veroorzaker zeker kon worden geïdentificeerd, dan wordt het nog minder. In landen waar gevaarlijke spinnen voorkomen zijn tegenwoordig antisera verkrijgbaar die een fatale afloop vrijwel altijd kunnen voorkomen. Van de genoemde soorten zijn wel sterfgevallen beschreven, hoewel die bij de meeste soorten wereldwijd en over de gehele vorige eeuw in totaal onder of rond de tien bleven.

### Brazilië
In Brazilië komen een vijftal soorten van het geslacht Phoneutria voor die berucht zijn omdat ze erg giftig zouden zijn en daarnaast ook nogal agressief. Deze soort komt weleens mee met een lading bananen en wordt daarom wel bananenspin genoemd. Een andere naam is Braziliaanse zwerfspin. Deze spin staat bekend als de giftigste spin ter wereld. Toch heeft een beet hoogst zelden dodelijke gevolgen, waarschijnlijk omdat ze geen of maar weinig gif gebruiken als ze mensen bijten. Wel is het zo, dat bij mannen een dergelijke beet onaangename erecties kunnen ontstaan. De medische en farmaceutische wetenschap doet onderzoek naar dit gif voor medicinale doeleinden. 

### Verenigde Staten
Vaak worden pijnlijke prikken of steken van een niet gezien insect of spinachtige door artsen of ander medisch personeel aan spinnen toegeschreven zonder dat dit onderbouwd is. In Florida zijn bijvoorbeeld 124 gevallen van beten van de vioolspin in zes jaar gemeld, terwijl de spin zelf in een eeuw tijd door spinnendeskundigen maar 11 keer in Florida is gevonden en er dus waarschijnlijk nauwelijks voorkomt. In gebieden waar de spin wel in grote aantallen voorkomt, zijn beten eveneens zeldzaam. In een bewoond huis uit de 19e eeuw in Kansas werden tijdens een onderzoek gedurende zes maanden meer dan 2000 vioolspinnen gevangen, waarvan er minstens 400 groot genoeg waren om te bijten. Desondanks was er niemand gebeten.